# 6971 Omogokei
6971 Omogokei è un asteroide della fascia principale. Scoperto nel 1992, presenta un'orbita caratterizzata da un semiasse maggiore pari a 2,8335747 UA e da un'eccentricità di 0,0732710, inclinata di 3,06100° rispetto all'eclittica.